# Leon Festinger
Leon Festinger (8. maj 1919 – 11. februar 1989) bio je američki socijalni psiholog, koji je verovatno najpoznatiji po kognitivnoj disonanci i teoriji društvenog poređenja. Njegove teorije i istraživanja zaslužni su za odbacivanje ranije dominantnog biheviorističkog gledišta na socijalnu psihologiju, pokazujući neadekvatnost praćenja stimulus-responsnog kondicioniranja ljudskog ophođenja. Festinger je takođe zaslužan za napredak u korišćenju laboratorijskog eksperimentiranja u socijalnoj psihologiji, iako je istovremeno naglašavao važnost proučavanja situacija iz stvarnog života, princip koji je možda najspektakularnije ilustrovao kada je lično infiltrirao kult sudnjeg dana. On je takođe poznat i u teoriji društvenih mreža po efektu blizine (ili bliskosti).
Festinger je studirao psihologiju kod Kurta Levina, važne ličnosti u modernoj socijalnoj psihologiji, na Univerzitetu u Ajovi, diplomirajući 1941. godine. Međutim, on je razvio svoje interesovanje za socijalnu psihologiju tek kasnije kada se pridružio osoblju u Levinovom istraživačkom centru za grupnu dinamiku pri Masačusetskom institutu za Tehnologiju 1945. godine. Uprkos svom preeminentnom statusu u socijalnoj psihologiji, Festinger se okrenuo istraživanju vizuelne percepcije 1964. godine, a zatim arheologiji i istoriji 1979. do svoje smrti 1989. Nakon B. F. Skinera, Žana Pijaža, Sigmunda Frojda i Alberta Bandura, Festinger je bio peti psiholog 20. veka po broju citacija.

## Radovi
- Allyn, J., & Festinger, L. (1961). Effectiveness of Unanticipated Persuasive Communications. Journal of Abnormal and Social Psychology, 62(1), 35–40.
- Back, K., Festinger, L., Hymovitch, B., Kelley, H., Schachter, S., & Thibaut, J. (1950). The methodology of studying rumor transmission. Human Relations, 3(3), 307–312.
- Brehm, J., & Festinger, L. (1957). Pressures toward uniformity of performance in groups. Human Relations, 10(1), 85–91.
- Cartwright, D., & Festinger, L. (1943). A quantitative theory of decision. Psychological Review, 50, 595–621.
- Coren, S., & Festinger, L. (1967). Alternative view of the "Gibson normalization effect". Perception & Psychophysics, 2(12), 621–626.
- Festinger, L. (1942a). A theoretical interpretation of shifts in level of aspiration. Psychological Review, 49, 235–250.
- Festinger, L. (1942b). Wish, expectation, and group standards as factors influencing level of aspiration. Journal of Abnormal and Social Psychology, 37, 184–200.
- Festinger, L. (1943a). Development of differential appetite in the rat. Journal of Experimental Psychology, 32(3), 226–234.
- Festinger, L. (1943b). An exact test of significance for means of samples drawn from populations with an exponential frequency distribution. Psychometrika, 8, 153–160.
- Festinger, L. (1943c). A statistical test for means of samples from skew populations. Psychometrika, 8, 205–210.
- Festinger, L. (1943d). Studies in decision: I. Decision-time, relative frequency of judgment and subjective confidence as related to physical stimulus difference. Journal of Experimental Psychology, 32(4), 291–306.
- Festinger, L. (1943e). Studies in decision: II. An empirical test of a quantitative theory of decision. Journal of Experimental Psychology, 32(5), 411–423.
- Festinger, L. (1946). The significance of difference between means without reference to the frequency distribution function. Psychometrika, 11(2), 97–105.
- Festinger, L. (1947a). The role of group belongingness in a voting situation. Human Relations, 1(2), 154–180.
- Festinger, L. (1947b). The treatment of qualitative data by scale analysis. Psychological Bulletin, 44(2), 149–161.
- Festinger, L. (1949). The analysis of sociograms using matrix algebra. Human Relations, 2(2), 153–158.
- Festinger, L. (1950). Informal social communication. Psychological Review, 57(5), 271–282.
- Festinger, L. (1950b). Psychological Statistics. Psychometrika, 15(2), 209–213.
- Festinger, L. (1951). Architecture and group membership. Journal of Social Issues, 7(1–2), 152–163.
- Festinger, L. (1952). Some consequences of de-individuation in a group. Journal of Abnormal and Social Psychology, 47(2), 382–389.
- Festinger, L. (1954). A theory of social comparison processes. Human Relations, 7, 117–140.
- Festinger, L. (1955a). Handbook of social psychology, vol 1, Theory and method, vol 2, Special fields and applications. Journal of Applied Psychology, 39(5), 384–385.
- Festinger, L. (1955b). Social psychology and group processes. Annual Review of Psychology, 6, 187–216.
- Festinger, L. (1957). A Theory of Cognitive Dissonance. Stanford, CA: Stanford University Press.
- Festinger, L. (1959a). Sampling and related problems in research methodology. American Journal of Mental Deficiency, 64(2), 358–369.
- Festinger, L. (1959b). Some attitudinal consequences of forced decisions. Acta Psychologica, 15, 389–390.
- Festinger, L. (1961). The psychological effects of insufficient rewards. American Psychologist, 16(1), 1–11.
- Festinger, L. (1962). Cognitive dissonance. Scientific American, 207(4), 93–107.
- Festinger, L. (1964). Behavioral support for opinion change. Public Opinion Quarterly, 28(3), 404–417.
- Festinger, L. (Ed.). (1980). Retrospections on Social Psychology. Oxford: Oxford University Press.
- Festinger, L. (1983). The Human Legacy. New York: Columbia University Press.
- Festinger, L. (1981). Human nature and human competence. Social Research, 48(2), 306–321.
- Festinger, L., & Canon, L. K. (1965). Information about spatial location based on knowledge about efference. Psychological Review, 72(5), 373–384.
- Festinger, L., & Carlsmith, J. M. (1959). Cognitive consequences of forced compliance. The Journal of Abnormal and Social Psychology, 58(2), 203–210.
- Festinger, L., Cartwright, D., Barber, K., Fleischl, J., Gottsdanker, J., Keysen, A., & Leavitt, G. (1948). A study of rumor transition: Its origin and spread. Human Relations, 1(4), 464–486.
- Festinger, L., Gerard, H., Hymovitch, B., Kelley, H. H., & Raven, B. (1952). The influence process in the presence of extreme deviates. Human Relations, 5(4), 327–346.
- Festinger, L., & Holtzman, J. D. (1978). Retinal image smear as a source of information about magnitude of eye-movement. Journal of Experimental Psychology-Human Perception and Performance, 4(4), 573–585.
- Festinger, L., & Hutte, H. A. (1954). An experimental investigation of the effect of unstable interpersonal relations in a group. Journal of Abnormal and Social Psychology, 49(4), 513–522.
- Festinger, L., & Katz, D. (Eds.). (1953). Research methods in the behavioral sciences. New York, NY: Dryden.
- Festinger, L., & Maccoby, N. (1964). On resistance to persuasive communications. Journal of Abnormal and Social Psychology, 68(4), 359–366.
- Festinger, L., Riecken, H. W., & Schachter, S. (1956). When Prophecy Fails. Minneapolis, MN: University of Minnesota Press.
- Festinger, L., Schachter, S., & Back, K. (1950). Social Pressures in Informal Groups: A Study of Human Factors in Housing. Stanford, CA: Stanford University Press.
- Festinger, L., Sedgwick, H. A., & Holtzman, J. D. (1976). Visual-perception during smooth pursuit eye-movements. Vision Research, 16(12), 1377–1386.
- Festinger, L., & Thibaut, J. (1951). Interpersonal communication in small groups. Journal of Abnormal and Social Psychology, 46(1), 92–99.
- Festinger, L., Torrey, J., & Willerman, B. (1954). Self-evaluation as a function of attraction to the group. Human Relations, 7(2), 161–174.
- Hertzman, M., & Festinger, L. (1940). Shifts in explicit goals in a level of aspiration experiment. Journal of Experimental Psychology, 27(4), 439–452.
- Hochberg, J., & Festinger, L. (1979). Is there curvature adaptation not attributable to purely intravisual phenomena. Behavioral and Brain Sciences, 2(1), 71–71.
- Hoffman, P. J., Festinger, L., & Lawrence, D. H. (1954). Tendencies toward group comparability in competitive bargaining. Human Relations, 7(2), 141–159.
- Holtzman, J. D., Sedgwick, H. A., & Festinger, L. (1978). Interaction of perceptually monitored and unmonitored efferent commands for smooth pursuit eye movements. Vision Research, 18(11), 1545–1555.
- Komoda, M. K., Festinger, L., & Sherry, J. (1977). The accuracy of two-dimensional saccades in the absence of continuing retinal stimulation. Vision Research, 17(10), 1231–1232.
- Miller, J., & Festinger, L. (1977). Impact of oculomotor retraining on visual-perception of curvature. Journal of Experimental Psychology-Human Perception and Performance, 3(2), 187–200.
- Schachter, S., Festinger, L., Willerman, B., & Hyman, R. (1961). Emotional disruption and industrial productivity. Journal of Applied Psychology, 45(4), 201–213.

## Literatura
- American Psychological Association. (1959). Distinguished Scientific Contribution Awards. The American Psychologist, 14(12), 784–793.
- Aronson, E. (1980). In L. Festinger (Ed.), Retrospections on Social Psychology (pp. 236–254). Oxford: Oxford University Press.
- Aronson, E. (1991). Leon Festinger and the art of audacity. Psychological Science, 2(4), 213–217.
- Cartwright, D., & Festinger, L. (1943). A quantitative theory of decision. Psychological Review, 50, 595–621.
- Deutsch, M. (1999). A personal perspective on the development of social psychology in the twentieth century. In Rodriguez, A. and Levine, R. V. (Eds.), Reflections on 100 Years of Experimental Social Psychology (pp. 1–34) New York, NY: Basic Books.
- „Deaths: Mary Ballou Festinger”. Palo Alto Online. 10. 5. 2006. Архивирано из оригинала 31. 1. 2013. г. Приступљено 13. 11. 2012.
- Greenwald, A. G., & Ronis, D. L. (1978). Twenty years of cognitive dissonance: Case study of the evolution of a theory. Psychological Review, 85(1), 53–57.
- „Faculty Profile: Trudy B. Festinger MSW, DSW”. New York University. Приступљено 16. 11. 2012.
- Festinger, L. (1942). A theoretical interpretation of shifts in level of aspiration. Psychological Review, 49, 235–250.
- Festinger, L. (1943a). A statistical test for means of samples from skew populations. Psychometrika, 8, 205–210.
- Festinger, L. (1943b). An exact test of significance for means of samples drawn from populations with an exponential frequency distribution. Psychometrika, 8, 153–160.
- Festinger, L. (1943c). Development of differential appetite in the rat. Journal of Experimental Psychology, 32(3), 226–234.
- Festinger, L. (1950). Informal social communication. Psychological Review, 57(5), 271–282.
- Festinger, L. "Laboratory Experiments." In L. Festinger, & D. Katz (Eds.). (1953). Research methods in the behavioral sciences (pp. 137–172). New York, NY: Dryden.
- Festinger, L. (1954). A theory of social comparison processes. Human Relations, 7, 117–140.
- Festinger, L. (1957). A Theory of Cognitive Dissonance. Stanford, CA: Stanford University Press.
- Festinger, L. (1980) "Looking Backward." In L. Festinger (Ed.), Retrospections on Social Psychology (pp. 236–254). Oxford: Oxford University Press.
- Festinger, L. (1983). The Human Legacy. New York: Columbia University Press.
- Festinger, L., & Carlsmith, J. M. (1959). Cognitive consequences of forced compliance. The Journal of Abnormal and Social Psychology, 58 (2), 203–210.
- Festinger, L., Schachter, S., & Back, K. (1950). Social Pressures in Informal Groups: A Study of Human Factors in Housing. Stanford, CA: Stanford University Press.
- Gazzaniga, M. S. (2006). Leon Festinger: Lunch With Leon. Perspectives on Psychological Science, 1(1), 88–94.
- Mooney, Chris (2011). „The Science of Why We Don't Believe Science”. Mother Jones. Приступљено 19. 11. 2012.
- Schachter, S. "Leon Festinger." (1994). In Biographical Memoirs V.64 (pp. 97–110). Washington, DC: The National Academies Press.
- Schachter, S., & Gazzaniga, M. S. (Eds.). (1989). Extending Psychological Frontiers: Selected Works of Leon Festinger. New York, NY: Russell Sage Foundation.
- Zanjonc, R. B. (1991). Obituaries: Leon Festinger (1919–1989). The American Psychologist, 45(5), 661–662.
- Zukier, H. (1989). "Introduction." In Schachter, S., & Gazzaniga, M. S. (Eds.), Extending Psychological Frontiers: Selected Works of Leon Festinger (pp. xi–xxiv). New York, NY: Russell Sage Foundation.